# Гулиев, Кямран Мамедгулу оглы
Гулиев Кямран Мамедгулу оглы (род. 9 сентября 1958, Зейнаддин, Нахичеванская АССР) — азербайджанский актёр, режиссёр. Народный артист Азербайджана (1999).

## Биография
Гулиев Кямран Мамедгулу оглы родился 9 сентября 1958 года в селе Зейнаддин Нахичеванского (ныне Бабекского) района. В 1975 году окончил среднюю школу села Зейнаддин. С 1977 по 1979 года находился на военной службе.
В 1979 году его приняли на должность техника в Нахичеванский государственный музыкально-драматический театр имени Ч.Мамедгулузаде. За время работы техником сыграл в театре серию небольших ролей.
В 1981 году поступил на заочное отделение культурно-просветительского факультета Азербайджанского государственного художественного института имени М. А. Алиева и окончил институт в 1986 году. С августа того же года его перевели в актёрскую труппу театра. В 1981—1986 годах, параллельно с работой, продолжал обучение на заочном отделении.
С 1997 года сменил главного режиссёра театра. С февраля 2004 года по июнь 2013 года работал директором и главным режиссёром театра.
В 2013 году его освободили от этой должности и был назначен главным консультантом по развитию театра и организации государственных мероприятий Министерства культуры и туризма Нахичеванской Автономной Республики.
С 2015 года занимается педагогической деятельностью в Нахичеванском государственном университете.
С 1997 года режиссёр массовых культурных мероприятий в автономной республике, поставил более 40 спектаклей.
В 1987 году был удостоен Заслуженного артиста Азербайджанской ССР, в 1999 году — Народного артиста Азербайджанской Республики,

## Спектакли
1. Анар «Sizi deyib gəlmişəm» (1992)
2. Гамид Арзулу «İtilənən xəncərlər» (1996)
3. Рауф Ичяришяхярли «Arzum çin oldu» (1997)
4. Рамиг Мухтар « Şəhərli kürəkən» (1998)
5. Рауф Ичяришяхярли «Kələkbaz qızlar» (1999)
6. Гаджибеков, Узеир Абдул-Гусейн оглы «Arşın mal alan» (1999)
7. Гамид Арзулу «Ərsizlə və arsızlar» (1999)
8. Гасан Эльсевар «Qorxulu oyun» (2000)
9. Джавид, Гусейн «Topal Teymur» (2000)
10. Эфендиев, Эльчин Ильяс оглы «Mənim ərim dəlidi» (2001)
11. Эфендиев, Ильяс Магомед оглы «Şeyx Xiyabanı» (2001)
12. Адиль Бабаев «Yarımçıq şəkil» (2001)
13. Гасанзаде, Нариман Алимамед оглы «Pompeyin Qafqaza yürüşü»
14. Маликзаде Иси «Gəl qohum olaq» (2002)
15. Эфендиев, Эльчин Ильяс оглы «Dəlixanadan dəli qaçıb» (2002)
16. Джавид, Гусейн «İblis» (2003)
17. Гамид Арзулу «Mərhəmət məhəbbət deyil» (2003)
18. Ахундов, Мирза Фатали «Lənkəran xanının vəziri» (2004)
19. Оруджев, Гидаят Худуш оглы « Bu dünyanın adamları» (2004)
20. Мамедкулизаде, Джалил Гусейнкули оглы «Dəli yığınaqı» (2005)
21. Эльман Габиб «Sahilsiz çaylar» (2005)
22. Пашаев, Мир Джалал «Dirilən adam» (2006)
23. Вургун, Самед «Fərhad və Şirin» (2006)
24. Гамид Арзулу «Əlincə qlası» (2007)
25. Джавид, Гусейн «Səyavuş» (2007)
26. Гасанлы Эйвазлы «Araz sahilində doğan günəş» (2008)
27. Адиль Бабаев «Koroğlunun Çənlibelə qayıdışı» (2008)
28. Эфендиев, Эльчин Ильяс оглы «Ah,Paris…Paris…» (2009)
29. Шамиль Садиг «Qana qan qarışdı» (2009)
30. Лессинг, Готхольд Эфраим «Müdrik Natan» (2010)
31. Назирли, Камран Исмаил оглы «Şeytan işığı» (Lənkəran teatrı 2011 i il)
32. Назым Хикмет «Kəllə» (2012)
33. Джавид, Гусейн «Şeyx Sənan» (2012)
34. М. Джафаров «Mirzə Cəlil taleyi» (2013)
35. Али Амирли «Ağa Məhəmməd Şah Qacar» (2014)
36. Назирли, Камран Исмаил оглы «Narkoman» (Sumqayıt teatrı 2014 cü il)
37. Хамид Талех «Yəhya bəy Dilqəm» (2015)
38. Пириев Ифтихар «Qurtuluş dastanı» (2015)
39. Эфендиев, Эльчин Ильяс оглы «Arılar arasında» (2016)
40. Али Амирли «Onun iki qabırqası» (2017)
41. Али Амирли «Əli və Nino» (2018)
42. Алиев Хагани «Ehsan xan Kəngərli» (2019)
43. Хазри, Наби «Burla xatun» (2020)

## Награды
- Медаль «Прогресс» (2008)[3]
- Премия Президента Азербайджана (трижды)[4]